# Escala de Rankin modificada
A escala de Rankin modificada é uma escala de uso comum para avaliar o grau de incapacidade ou dependência nas atividades quotidianas de pessoas que sofreram um acidente vascular cerebral ou outras causas de incapacidade neurológica.